# Richard Eliot Blackwelder
Richard Eliot Blackwelder, född 29 januari 1909 i Madison, Wisconsin, död 17 januari 2001 i Cape Girardeau, Missouri, var en amerikansk biolog, professor och författare som specialiserade sig i entomologi och taxonomi. Mellan juni 1935 och mars 1937 samlade han in 50 000 skalbaggar och andra insekter i Västindien. Efter sin pensionering 1977 upptäckte han J.R.R. Tolkiens verk, som han lade all energi på under resten av sitt liv. Under över 20 år fick han ihop den största enskilda samlingen någonsin av böcker och Tolkienrelaterat material som han sorterade och indexerade. Samlingen skänktes till Marquette University 1982.